# Alan Havsteen-Mikkelsen
Alan Havsteen-Mikkelsen (1938 – 2002), var en dansk arkitekt, søn af kunstneren Sven Havsteen-Mikkelsen, fra hvem han arvede interessen for den nordiske kirkelige tradition. Hans kirkeudsmykninger var ofte inspireret af færøske trækirker og de vestjyske middelalderkirker.
Alan Havsteen-Mikkelsen deltog som arkitekt i en del restaureringer af danske og færøske kirker og herregårde, men Hjerting Kirke ved Esbjerg og Husum danske Kirke i Sydslesvig blev de eneste to, der helt var hans egne. Han har desuden skabt en lang række glasmosaikker, i samarbejde med faderen Sven Havsteen-Mikkelsen. 

## Værker, udvalgte
- Husum danske Kirke i Sydslesvig, nyoopført 1990-91.
- Hesselagergaard, restaurering/rekronstruktion af Hjortesalen. 1992-93
- Hjerting Kirke, nyopført kirke. 1992.
- Herstedøster Kirke i Albertslund Kommune, restaurering 1994.
- Ørsted kirke (Assens kommune) restaureret og fornyet i samarbejde med arkitekt Steffen Pedersen 1997
- Askov Kirke i Vejen Kommune, restaurering 1999 .
- Resen Kirke (Skive Kommune) i Skive, restaurering 2000.
- Gl. Skørping Kirke, orgelfacade til nyt orgel 2000.
- Hvidovre Kirke, restaurering af kapel 2000.
- Øster Skerninge Kirke, renovering i samarbejde med Steffen Pedersen 2002-03.